# 봉화 김태석 소장 전적
봉화 김태석 소장 전적(奉化 金泰石 所藏 典籍)은 대한민국 경상북도 봉화군 춘양면 소로리에 있는 조선시대의 책이다. 2009년에 7권이 경상북도의 유형문화재 제413호로 지정되었고, 2014년 10월 20일 7권이 추가되었다.

## 당초 지정사유
문화재로 지정 신청된 자료는 김태석 소장(所藏)의 고전적(古典籍)이다. 우리나라 역대 명가의 글씨를 모아서 목판에 새겨 인출한 『해동명적(海東名迹)』(전집(前集)), 춘추좌씨전(春秋左氏傳)을 주석하여 해설한 『음주전문춘추괄례시말좌전구독직해(音註全文春秋括例始末左傳句讀直解』(총목(總目), 권(卷)1~3), 춘추의 대의를 설명한 『춘추호씨전(春秋胡氏傳)』(권(卷)16~22), 대명률의 조문을 알기 쉽게 풀이한 『대명률강해(大明律講解)』(총목(總目), 권(卷)1~3), 주희(朱熹)의 시문집 중 일부인 『주자대전(朱子大全)』(권(卷)57), 유희령(柳希齡, 1480 ~ 1552)이 편찬한 조선시대의 통사인 『표제음주동국사략(標題音註東國史略)』(권(卷)1~3), 석봉 한호(石峰 韓濩)의 친필서첩이라 전하는 『석남미적(石南美蹟)』(1책(冊)) 등이다. 이들 전적(7종(種) 7책(冊))은 대개 임진왜란 이전의 인본(印本)이므로 일괄(一括)하여 유형문화재(有形文化財)로 지정한다.

## 추가 지정사유
문화재로 지정 신청된 자료는 19종(種) 25책(冊) 4축(軸)의 전적류이다. 대부분은 후쇄본 및 잔본이며, 연결된 폭 가운데 상하에 여백도 없이 잘라낸 것이 있거나 이본(異本)을 끼워 넣은 것이 있어서 상당수는 문화재적 가치가 미흡하다.
다만, 중국 송나라 왕안석(王安石)이 당나라 시인 100명의 시를 수집해 간행한 『당백가시(唐百家詩)』, 원나라 고승인 몽산화상 덕이(德異)가 편찬한 선이론서인 『몽산화상육도보설(蒙山和尙六道普說)』, 중국 송나라 주희가 중요인물의 사적을 수집해 편찬한 『삼조명신언행록후집(三朝名臣言行錄後集)』, 중국 송나라 주희가 자치통감을 춘추(春秋)의 필법에 따라 간략화한 『자치통감강목(資治通鑑綱目)』권33, 주희의 시문집인 『주자대전(朱子大全)』권34～35, 춘추호씨전에 대한 해설을 명나라 진철(陳喆)이 종합한 『춘추호씨전집해(春秋胡氏傳集解)』권22～23 등은 조선 전기에 간행된 전적으로 서지학적인 가치가 크므로 일괄(7책)(一括(7冊))하여 유형문화재(有形文化財)로 지정한다.
그런데 2009년에 ‘봉화 김태석 소장 전적’(7冊)이 유형문화재 제413호로 지정된 바 있으므로 여기에 추가한다.

## 참고 자료
- 봉화 김태석 소장 전적 - 국가유산청 국가유산포털